# 3888 Hoyt
3888 Hoyt este un asteroid din centura principală, descoperit pe 28 martie 1984 de Carolyn Shoemaker.